# 週末日帰りパス
週末日帰りパス（しゅうまつひがえりパス）とは、東日本旅客鉄道（JR東日本）が発売していた特別企画乗車券（トクトクきっぷ）である。

## 概要
- 普通列車の普通車自由席のほか、新幹線を含む特急列車の普通車自由席も乗車可能である。指定席・グリーン席は所定の料金券を購入することで利用可能である。
- 大人用は2人用および3人用であり、1人用の発売はない。こども用は1人でも利用可能である。

## 発売の経緯

### 2008年
- 2008年10月10日に発売を開始した。有効開始日は同年10月18日からの土曜・休日の1日間。発売は2008年12月27日までの期間限定であった。
- 利用の当日は発売しないので、前日までに購入する必要があった。
- 発売価格は、おとな2人用14,000円、おとな3人用21,000円、こども1人用2,000円であった。

### 2009年前期
- 2009年2月26日に再設定が発表された。2008年との変更点は以下の通り。
  - 利用当日の購入が可能になる
  - いすみ鉄道、伊豆急行、鹿島臨海鉄道、小湊鉄道、上信電鉄、秩父鉄道、富士急行線での利用が可能になる。
- 発売日は2009年3月16日から利用最終日まで、利用可能日は2009年3月28日から6月28日までの土･日･祝日である。ただし4月27日から5月6日の期間は利用できない。

### 2009年後期
- 利用方法、利用区間に、2009年前期のものと変更点はない。
- 発売価格の値下げをした。おとな2人用12,000円、同3人用18,000円となった。こどもは1人用2,000円で変更なし。
- 発売日は2009年9月3日から利用最終日まで、利用可能日は2009年10月3日から12月27日までの土･日･祝日である。

## フリーエリア
JR東日本のフリー区間については、かつて存在したスーパーホリデー・パスと同じである。
- 山手線、根岸線、埼京線、川越線、八高線、南武線（支線を含む）、鶴見線（支線を含む）、横浜線、相模線、横須賀線、青梅線、五日市線、内房線、外房線、久留里線、伊東線、総武本線（錦糸町 - 御茶ノ水間を含む）、成田線（我孫子 - 成田間・成田 - 成田空港間を含む）、鹿島線、水戸線、烏山線、日光線、両毛線、吾妻線、小海線（全線）
- 東海道本線：東京 - 熱海間（品川 - 新川崎 - 鶴見間を含む）
- 常磐線：日暮里 - 大津港間
- 水郡線：水戸 - 常陸大子間、上菅谷 - 常陸太田間
- 東北本線（宇都宮線）：東京 - 黒磯間（日暮里 - 尾久 - 赤羽間、赤羽 - 武蔵浦和 - 大宮間を含む）
- 東北新幹線：東京 - 那須塩原間
- 上越線：高崎 - 土合間
- 上越新幹線：大宮 - 上毛高原間
- 信越本線：高崎 - 横川間
- 北陸新幹線：高崎 - 佐久平間
- 中央本線：神田 - 代々木間、新宿 - 小淵沢間

※東海道新幹線は利用不可。
2009年の発売より追加のエリア
- いすみ鉄道、伊豆急行、鹿島臨海鉄道、小湊鉄道、上信電鉄、秩父鉄道、富士急行線全線。